# Celosior
Celosior (Celosia) är ett släkte av amarantväxter. Celosior ingår i familjen amarantväxter.  Vissa arter, inklusive Celosia argentea (tuppkam eller plymört), har använts för sina ätliga fröns skull, som ett alternativ till sädesslag.

## Bildgalleri

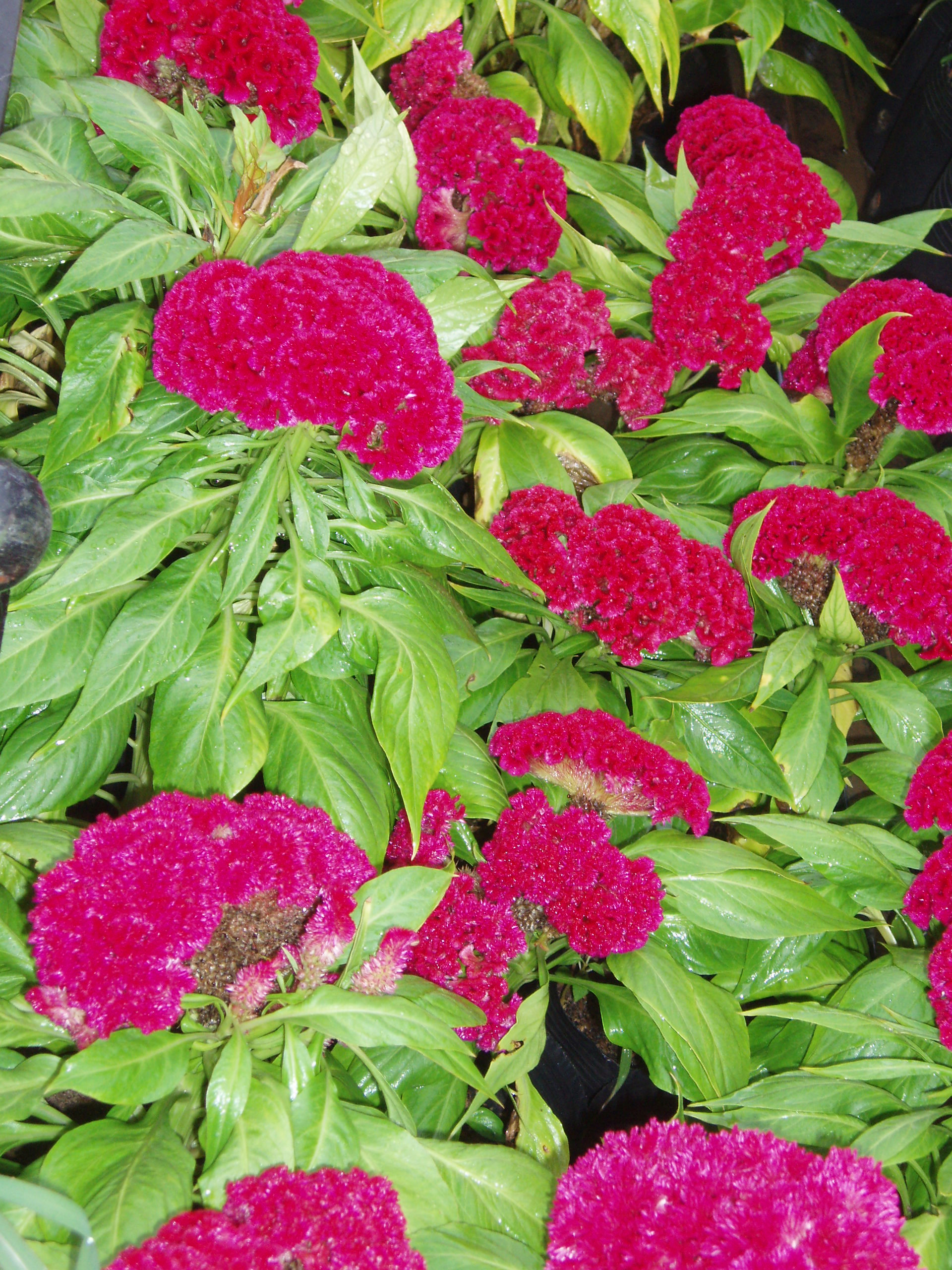
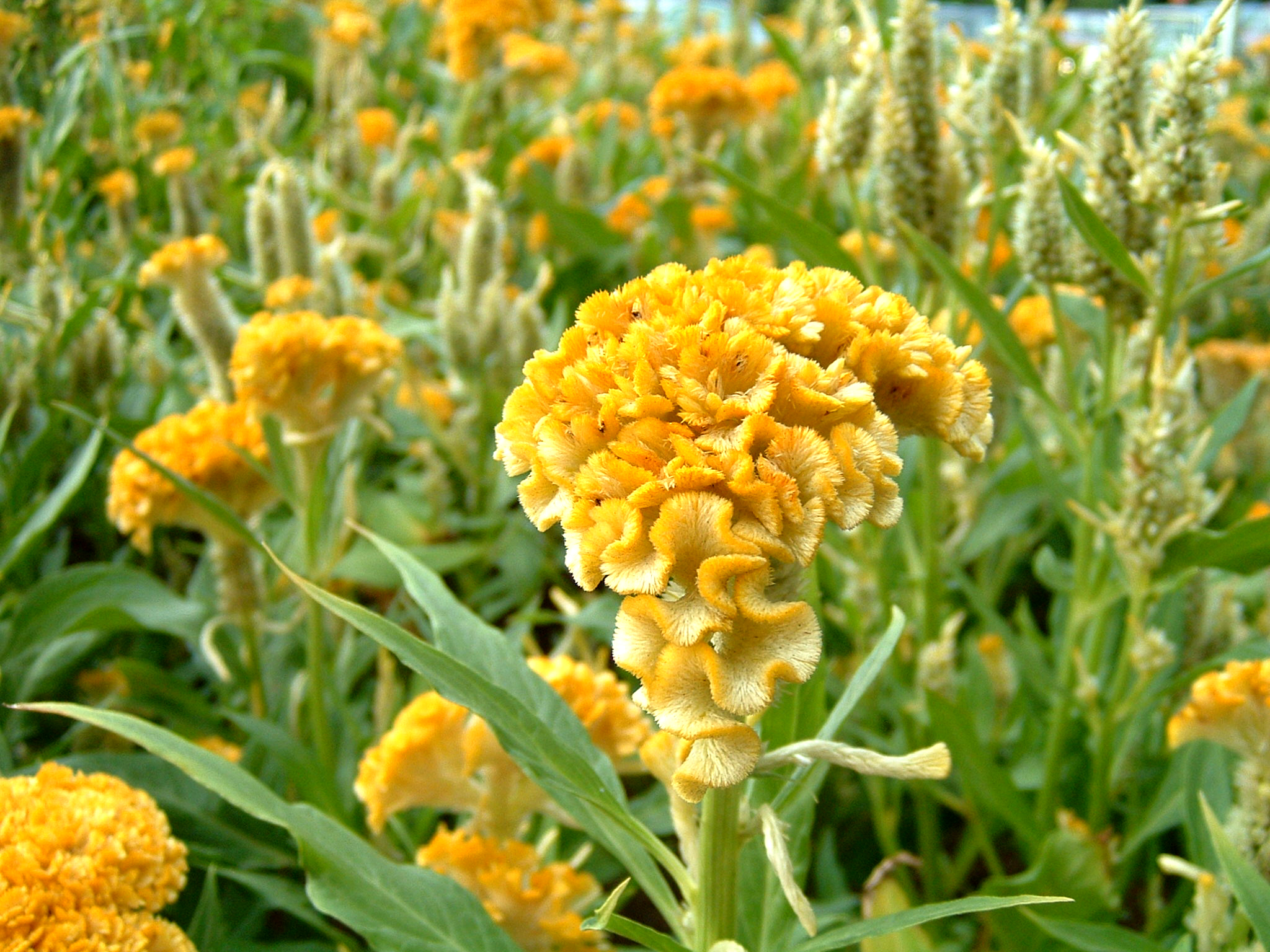
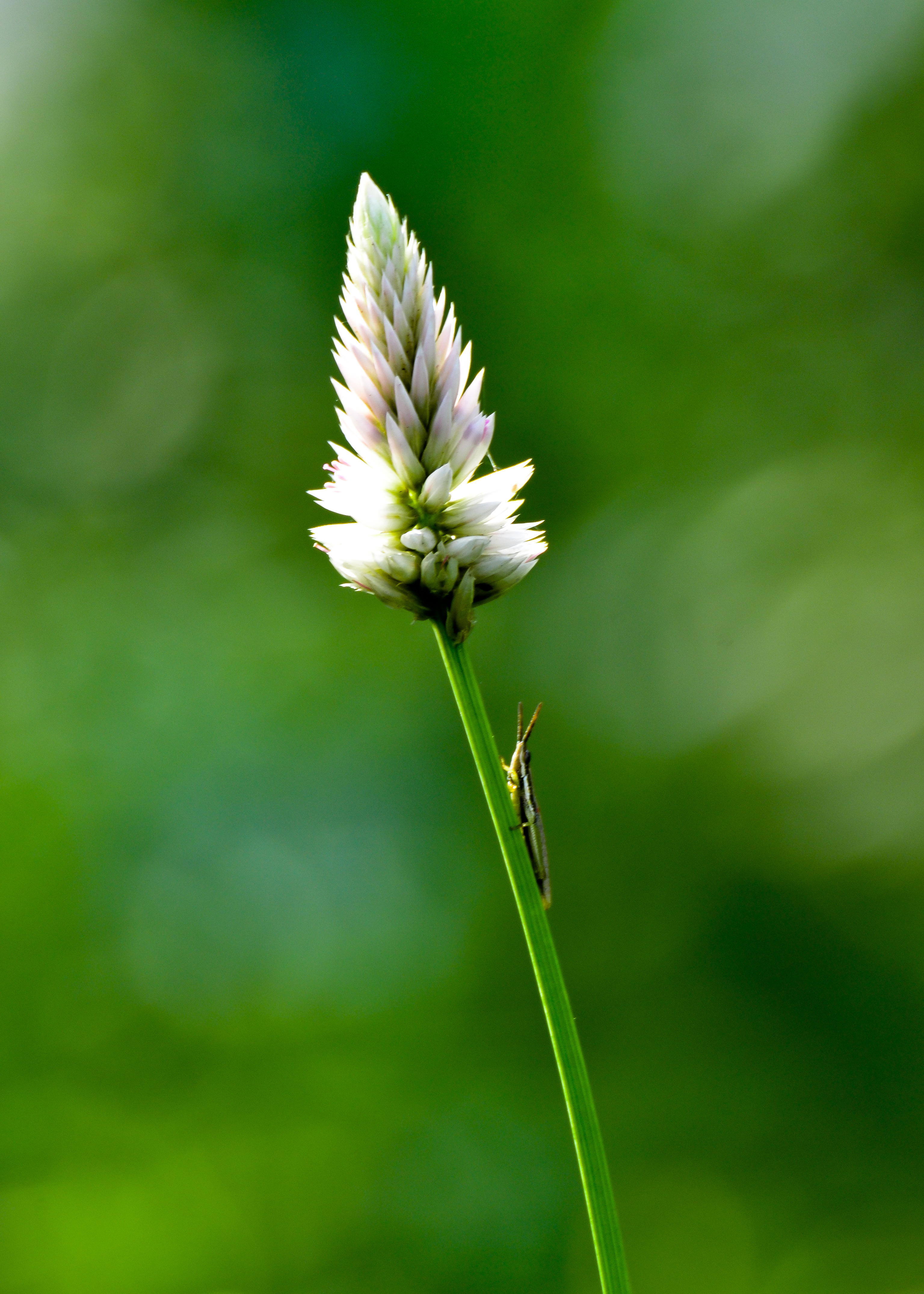
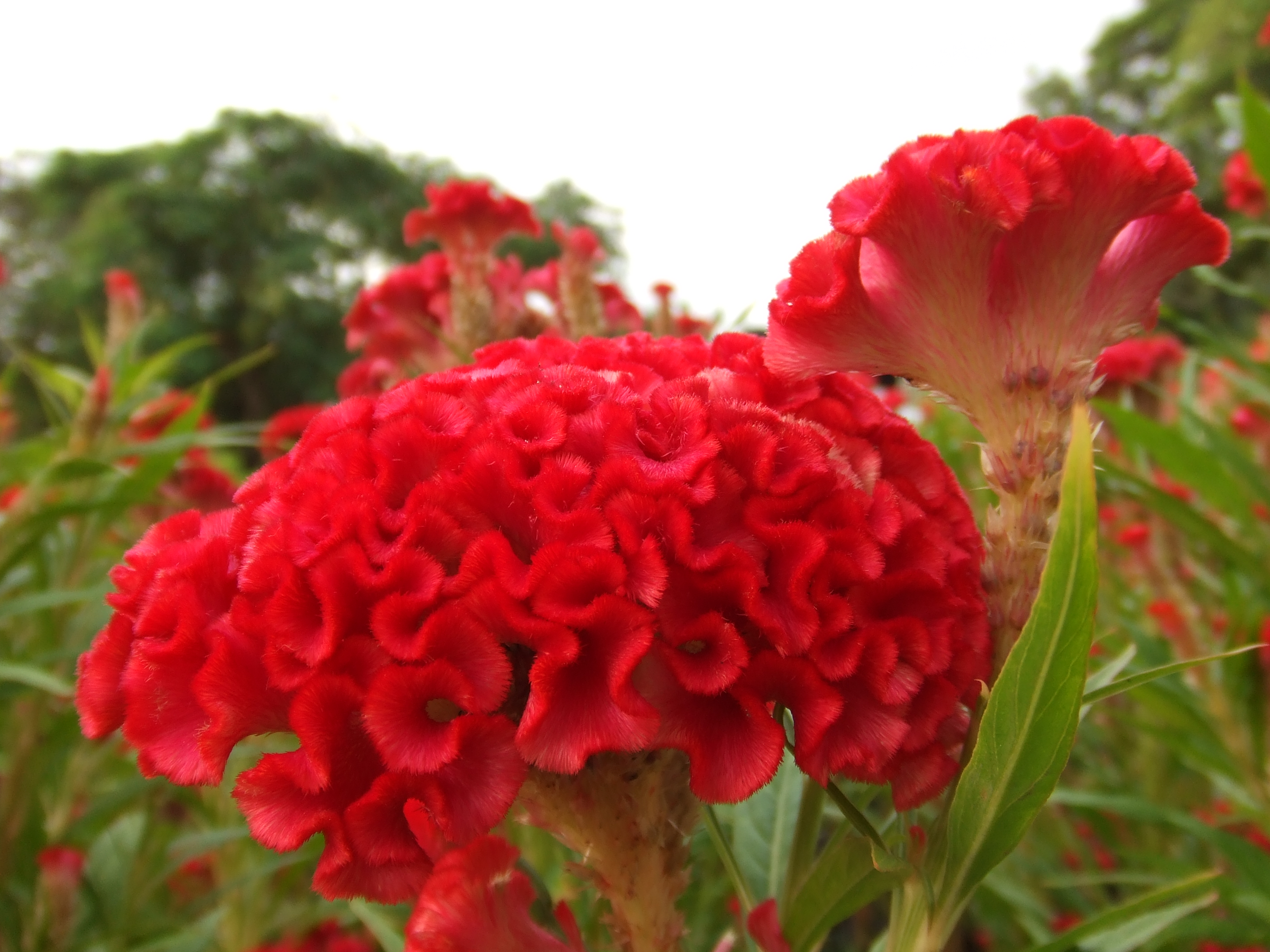
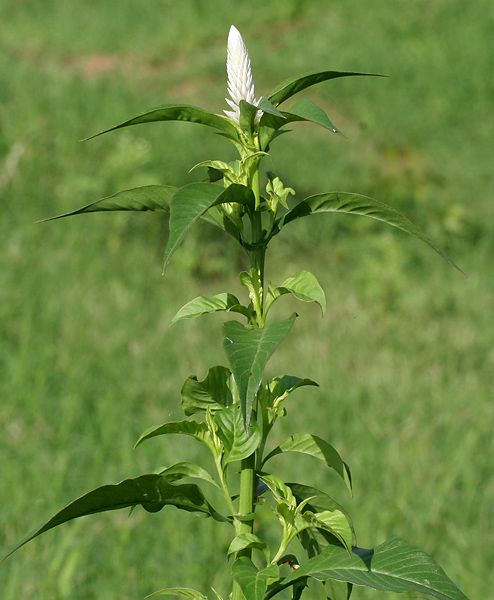
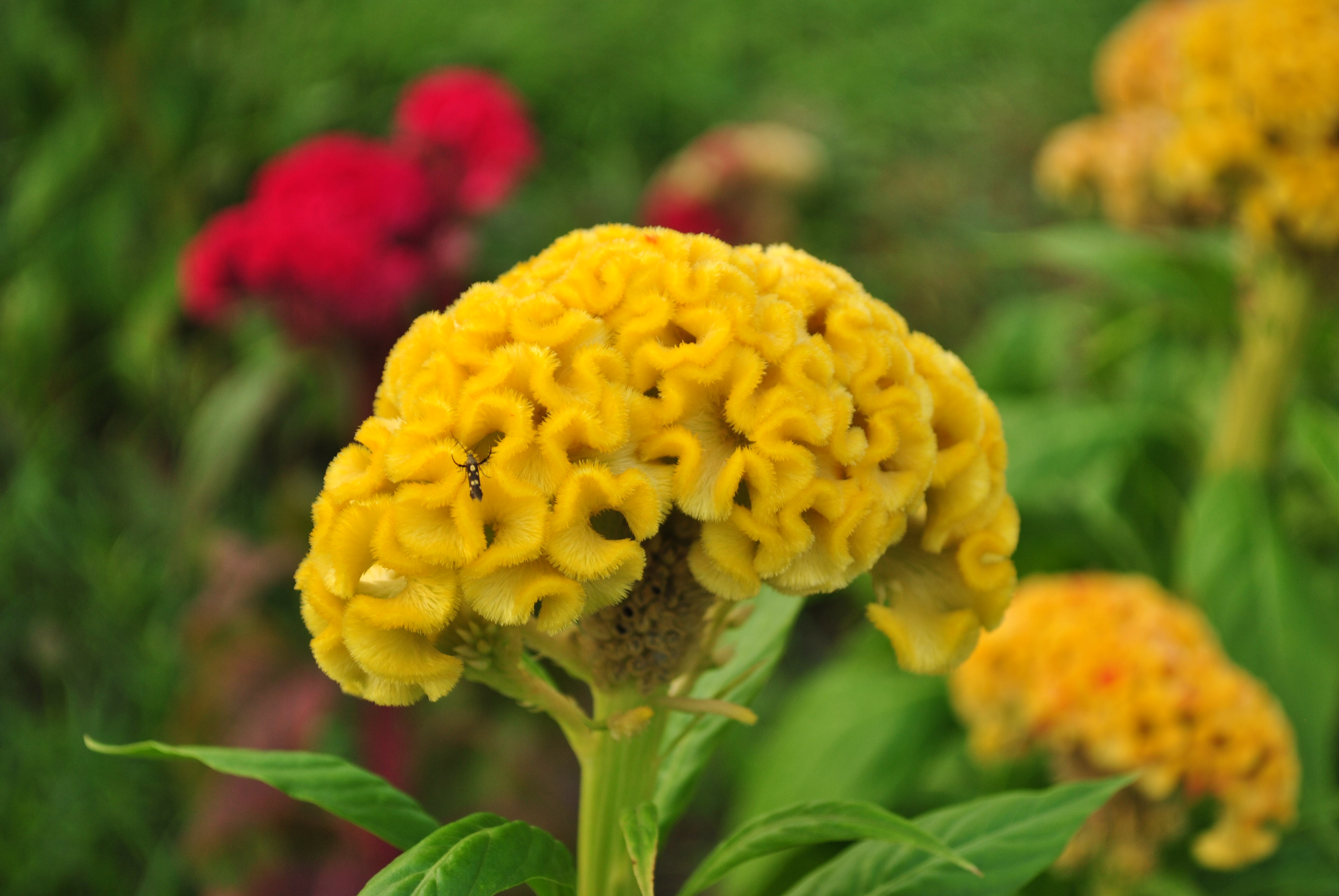

## Dottertaxa till Celosior, i alfabetisk ordning[1]
- Celosia acroprosodes
- Celosia angustifolia
- Celosia anthelminthica
- Celosia argentea
- Celosia argenteiformis
- Celosia bakeri
- Celosia benguellensis
- Celosia bonnivairii
- Celosia brevispicata
- Celosia castrensis
- Celosia caudata
- Celosia chenopodiifolia
- Celosia coccinea
- Celosia cuneifolia
- Celosia debilis
- Celosia dewevreana
- Celosia digyna
- Celosia echinulata
- Celosia elegantissima
- Celosia exellii
- Celosia expansifila
- Celosia fadenorum
- Celosia falcata
- Celosia fleckii
- Celosia floribunda
- Celosia gnaphaloides
- Celosia gracilenta
- Celosia grandifolia
- Celosia hastata
- Celosia herbacea
- Celosia humilis
- Celosia isertii
- Celosia lanata
- Celosia laxa
- Celosia leptostachya
- Celosia loandensis
- Celosia longifolia
- Celosia longistyla
- Celosia macrocarpa
- Celosia madagascariensis
- Celosia margaritacea
- Celosia marilandica
- Celosia melanocarpos
- Celosia minutiflora
- Celosia moquinii
- Celosia namaensis
- Celosia nana
- Celosia nervosa
- Celosia nitida
- Celosia oblongocarpa
- Celosia odorata
- Celosia pallida
- Celosia pandurata
- Celosia paniculata
- Celosia patentiloba
- Celosia persicaria
- Celosia pleiogyna
- Celosia polygonoides
- Celosia polystachia
- Celosia procumbens
- Celosia pseudovirgata
- Celosia pulchella
- Celosia pyramidalis
- Celosia recurva
- Celosia richardsiae
- Celosia schaeferi
- Celosia schinzii
- Celosia schweinfurthiana
- Celosia semperflorens
- Celosia spathulifolia
- Celosia spicata
- Celosia splendens
- Celosia staticodes
- Celosia stuhlmanniana
- Celosia thyrsiflora
- Celosia toenjesii
- Celosia tomentosa
- Celosia tonjesii
- Celosia trigyna
- Celosia vanderystii
- Celosia welwitschii
- Celosia virgata